# Spilosoma papyracea
Spilosoma papyracea är en fjärilsart som beskrevs av Marsh. Spilosoma papyracea ingår i släktet Spilosoma och familjen björnspinnare. Inga underarter finns listade i Catalogue of Life.